# Sferisterio van Macerata

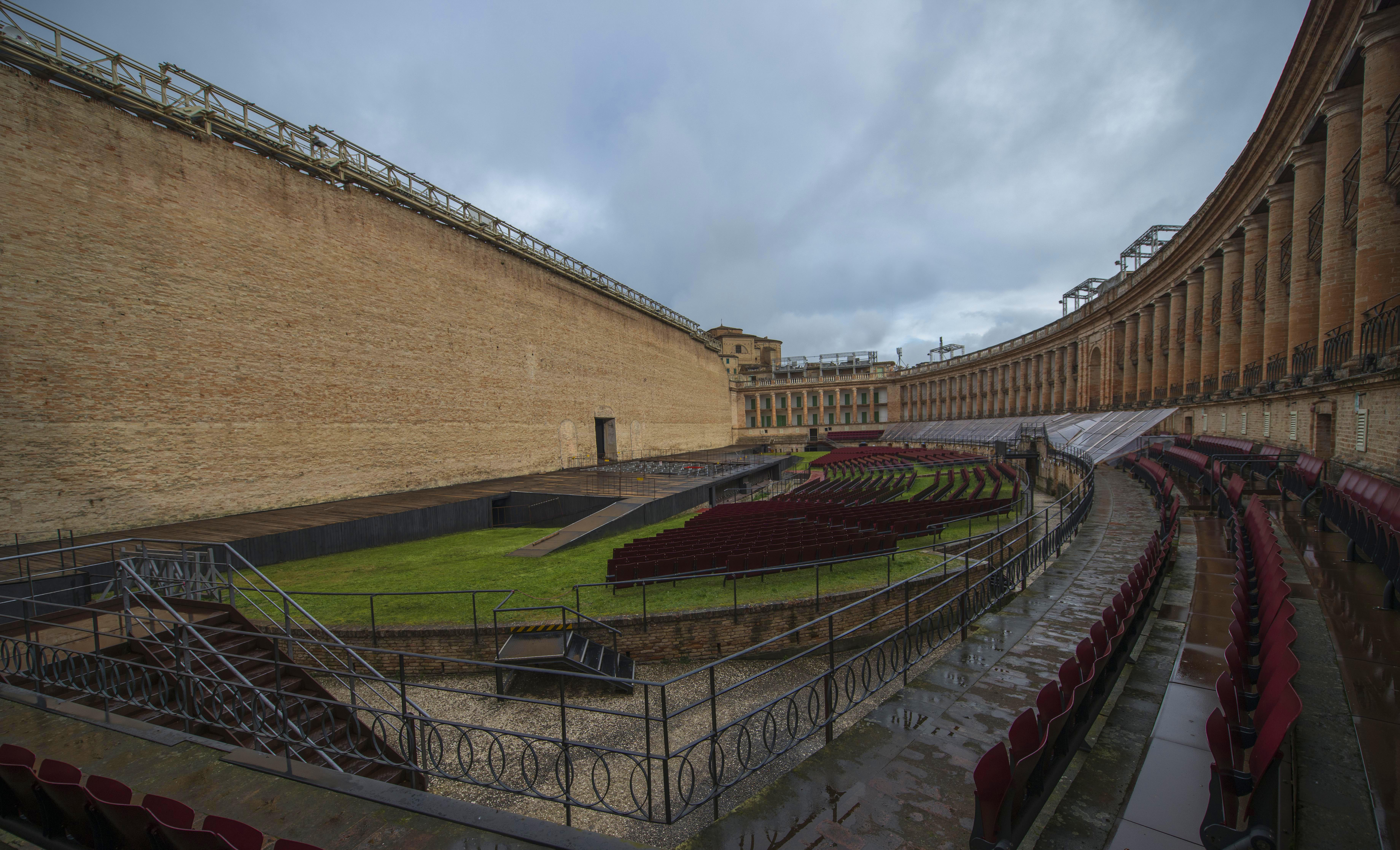
Sferisterio van Macerata

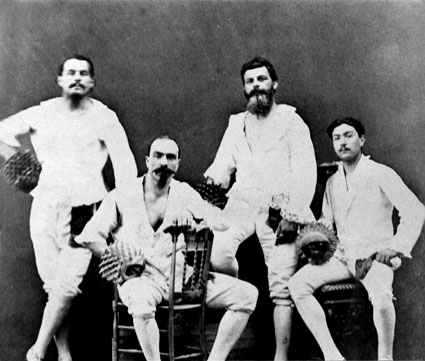
Spelers van pallone col bracciale

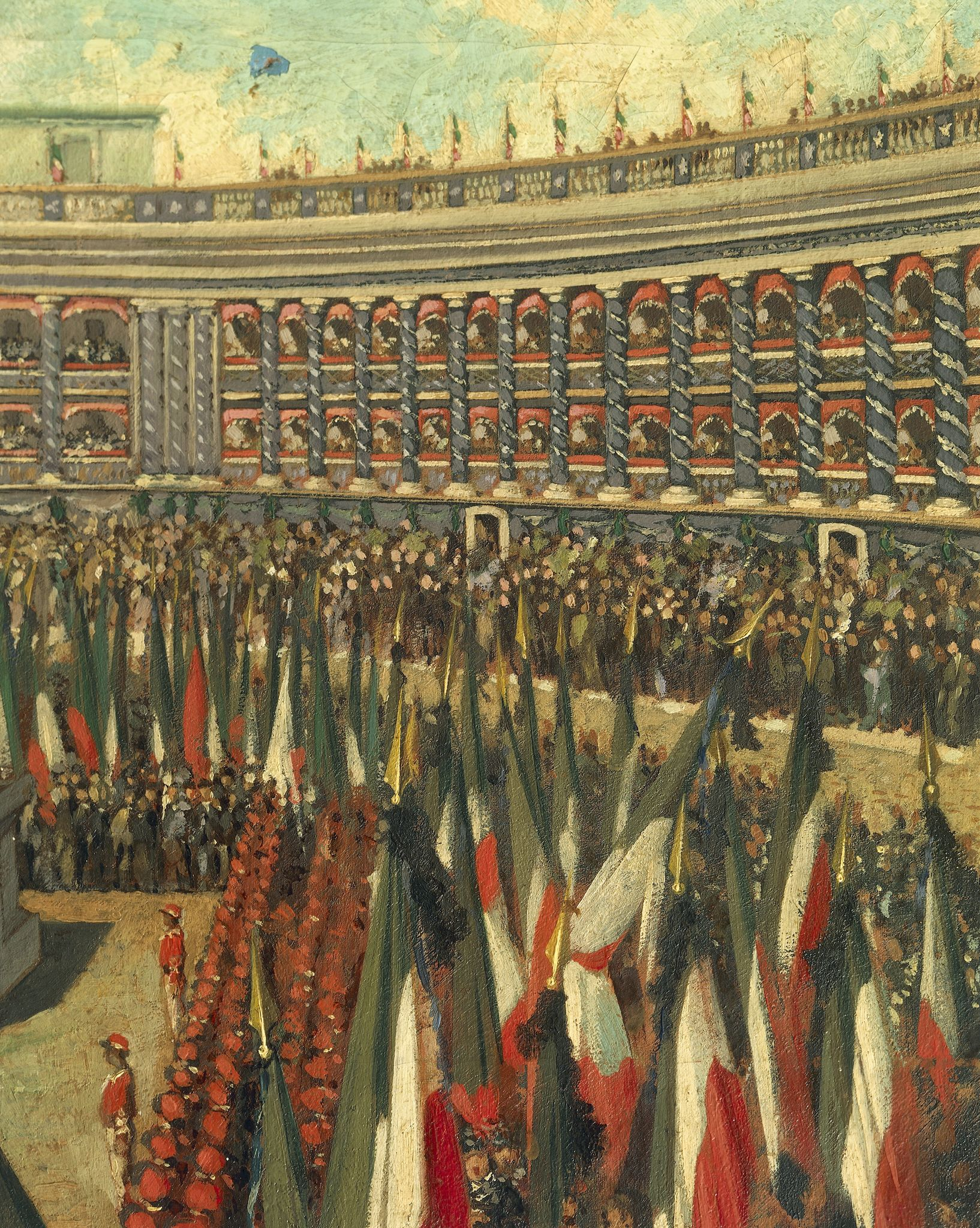
Giuseppe Garibaldi wordt geëerd (1848)

Het Sferisterio van Macerata is een openluchttheater, in de stad Macerata, regio Marche in Italië.

## Historiek
Oorspronkelijk bouwden burgers van Macerata het Sferisterio als arena voor een typisch Italiaanse balsport, de pallone col bracciale. Deze balsport is een variant op het Franse Jeu de paume. De pallonisti, of balspelers, hadden een plaat gehecht aan hun arm (bracciale); hiermee lanceerden ze een goed opgeblazen bal (pallone of in het Oudgrieks sfere) naar mekaar. Deze balsport was een geliefde sport voor adel en gegoede burgers doorheen de 18e en 19e eeuw. Macerata behoorde toen tot de Pauselijke Staat.
Een sferisterium is derhalve een plein voor deze balsport. Doorgaans werd het indoors gespeeld; in Macera kozen de bouwheren voor openlucht, omwille van de omvang van het plein. In Macerata verrees in 1823 een groot sferisterio met zit- en staanplaatsen, midden in de stad. De architect was Ireneo Aleandri (1795-1885). De stijl is neo-classicistisch.
In de 19e eeuw werd het sferisterio occasioneel gebruikt voor circusvoorstellingen, doch veelal was het voor de pallone col bracciale. Het team pallonisti uit Macerata was een bekend team in Italië en er werden teams vanuit geheel Italië ontvangen.
In het revolutionaire jaar 1848 werd er een manifestatie gehouden voor de eenmaking van Italië, in aanwezigheid van Giuseppe Garibaldi.
Vanaf 1920 werd het sferisterio progressief omgebouwd tot een theater voor opera’s, concerten en er kwam zelfs een zomerfestival, genoemd de Sferisterio Opera Festival. De eerste voorstellingen waren de Aida, een opera van Giuseppe Verdi. In het sferisterio paradeerden paarden, kamelen en ossen. Globaal kwamen er toen 70.000 bezoekers kijken, een nooit geëvenaard record in Macerata.